# Hiroyuki Tazawa
Hiroyuki Tazawa (født 29. april 1978) er en tidligere japansk fodboldspiller.
Han har spillet for flere forskellige klubber i sin karriere, herunder Yokohama F. Marinos og Vegalta Sendai.